# Motif
Motif (of MOTIF in hoofdletters) is een grafische widget-bouwset om elementen in grafische gebruikersomgevingen te bouwen in het X Window-Systeem van Unix en andere POSIX-gerelateerde systemen. Het kwam op in de jaren 1980, toen UNIX-werkstations hun opmars maakten, als een wedijveraar voor de grafische gebruikersinterface 'OPEN LOOK'.
Het is tevens een industriestandaard met de naam IEEE 1295 (waardoor er beter gerefereerd aan kan worden met Motif API om ambiguïteit te voorkomen). Het werd en wordt nog steeds gebruikt als bouwset voor een algemene bureaubladomgeving. Vanaf versie 2.1 ondersteunt Motif Unicode, waardoor wijdverbreid gebruik mogelijk werd in meertalige omgevingen.

## Uiterlijk en uitwerking
Motif onderscheidde zich door het gebruik van vierkante, uitgekapte, driedimensionale effecten voor de verschillende omgevingselementen van de gebruiker — menus, knoppen, schuifbalken, tekstvakken, enz.
Dit was elders ook al in zwang, aangezien Microsoft Windows 3.x een toegevoegd 3D-effect had en Motif op Unix al snel als concurrent werd gezien van Microsoft op Intel-gebaseerde personal computers.
Sommigen stellen dat het praktisch overbodig is geraakt vergeleken met GTK+ of Qt:
Sun Microsystems, een belangrijke Motif-gebruiker, kondigde al aan dat hij overstapt naar GTK+ (en GNOME). Vooral in de luchtvaartindustrie bleef Motif echter nog de eerste keus voor bedrijfskritische systemen.
Motif werd gemaakt door de Open Software Foundation (en werd soms zelfs aangeduid als OSF/Motif) maar is tegenwoordig eigendom van The Open Group.
Er zijn weinig implementaties van de Motif API. Motif 'de bouwset' (toolkit) is de eerste. Er bestaat ook Open Motif dat een uitgave is van de "originele" Motif via meer liberale licentievoorwaarden. Het LessTif-project heeft, als laatste, hard gewerkt aan de implementatie van de API via de LGPL-licentie.